# Regelbau 502

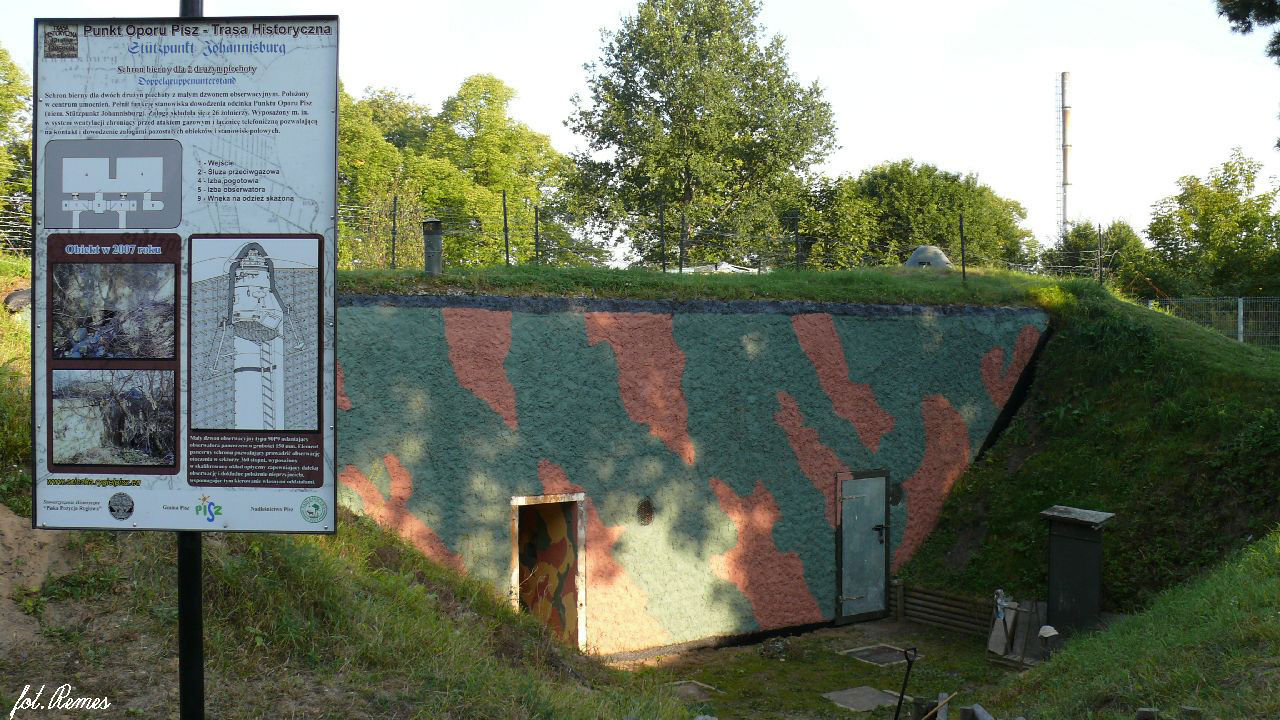
Abri passif de type Regelbau R502 à Pisz.

La casemate de type Regelbau 502 est une casemate répondant au standard Regelbau. Sa mission est de servir d'abri pour une vingtaine de soldats.

## Construction
Les casemates 502 furent construites à partir du 4ème trimestre 1939 et vont être construites jusqu'à ce que les casemate 622 soient réalisées sur le terrain fin 1942, début 1943.
Elles sont à l'origine construites pour la Heer.
Les premières casemates 502 étaient construites sans ferraillage mais avec des murs et plafonds de 2 m d'épaisseur. Le ferraillage est ensuite introduit pour mieux résister aux explosions diverses. Cela ne va pas suffire face à l'augmentation des capacités de destruction des bombes américaines que les Anglais emploient. Ce ne seront que les derniers 502 qui auront des poutres métalliques au plafond respectant ainsi la nouvelle norme de construction en 1942.
Sa construction nécessitait l'excavation de 880 m3 de matériaux et la coulée de 629 m3 de béton,,.

## Architecture
Le 502 était un abri à double pièce. Il faisait 14,8 m de large pour 9,5 m de long et 5,1 m de haut.
Il en existe deux versions :
- une dite « de combat » pour 20 soldats ;
- une dite « de service » pour 24 soldats[1].

Les derniers et 502 vont se débarrasser de leur ventilation manuelle à manivelles et augmenter leur résistance aux attaques par gaz par des portes blindées étanches.
Ils étaient composés de :
- 2 couloirs d'accès à deux couloirs de combat avec 2 volets de défense ;
- 1 couloir sas anti-gaz ;
- 2 pièces ;
- 2 issues de secours (certaines versions) ;
- une coupole 90P9 (supprimée rapidement ;
- 1 tobrouk (sur les dernières versions) ;
- 1 poste de surveillance avec accès par l'intérieur[1].

L'équipement intérieur comprenait 1 poêle à bois et charbon de type Wt 80K avec une plaque de cuisson commun à la plupart des bunkers abris.

## Exemplaires
Environ 518 casemates de ce type ont été construites.
La première génération des bunkers de la série 500 fut utilisée sur la ligne Siegfried avant la Seconde Guerre mondiale.
En Bretagne, un exemplaire est visible sur la presqu'île de Crozon. Il est directement inclus dans les rampes des encuvements des canons de marine dont les tirs étaient destinés aux navires de surface voulant approcher de Brest. Un autre exemplaire, particulièrement bien conservé, est situé sur le terrain militaire du sémaphore de Beg Meil. Cet ouvrage est encore doté de sa coupole en acier (d'un poids d'environ 10 tonnes). Sa situation sur un terrain clos de la Marine Nationale lui a permis d'échapper au pillage des métaux après la 2ème Guerre mondiale.

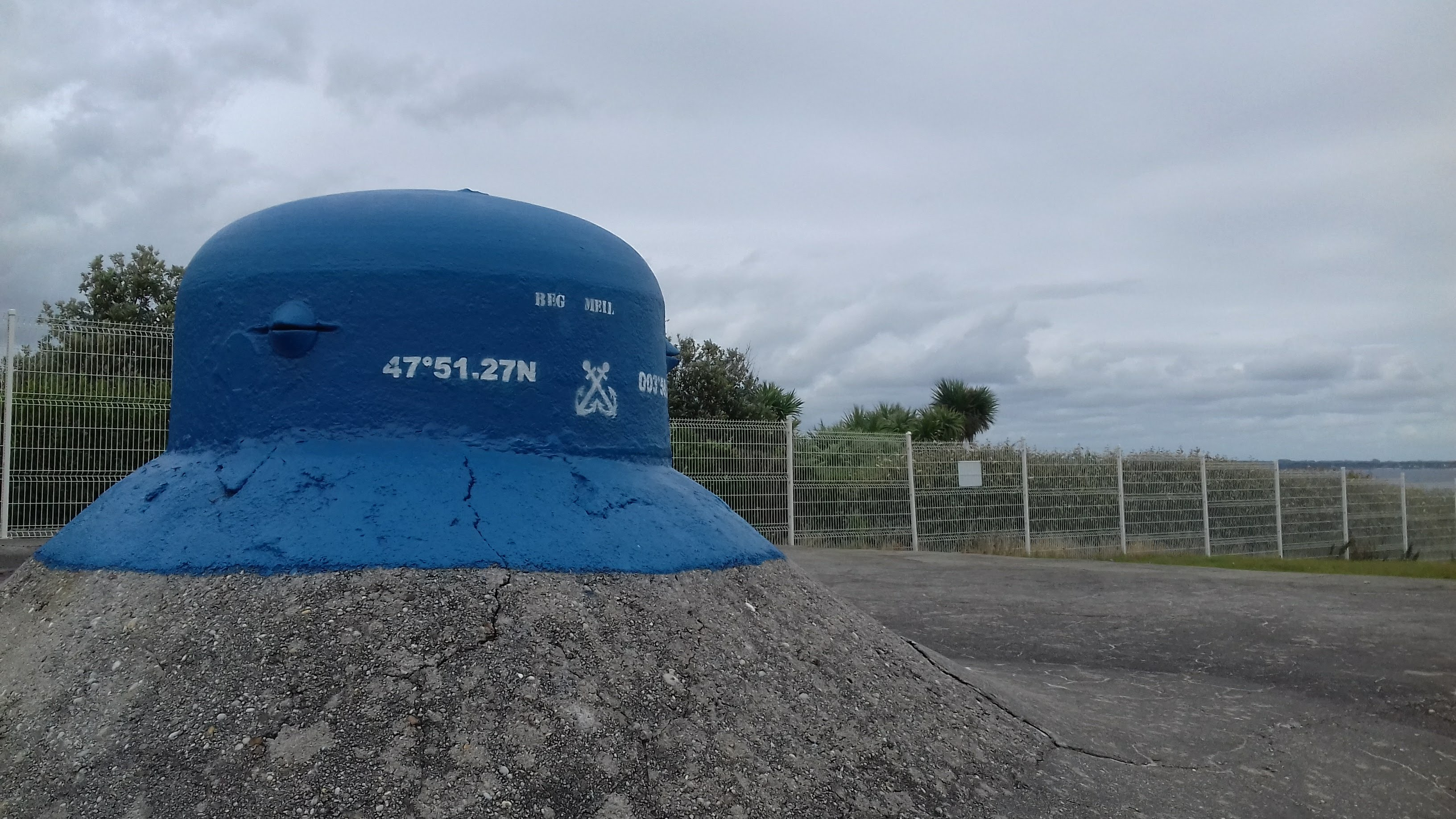
La coupole en acier du R502 du sémaphore de Beg Meil

Un exemplaire se trouve aux Pays-Bas.
En Pologne, une de ces casemates a été aménagée en musée (pl).